# 国鉄8700形蒸気機関車

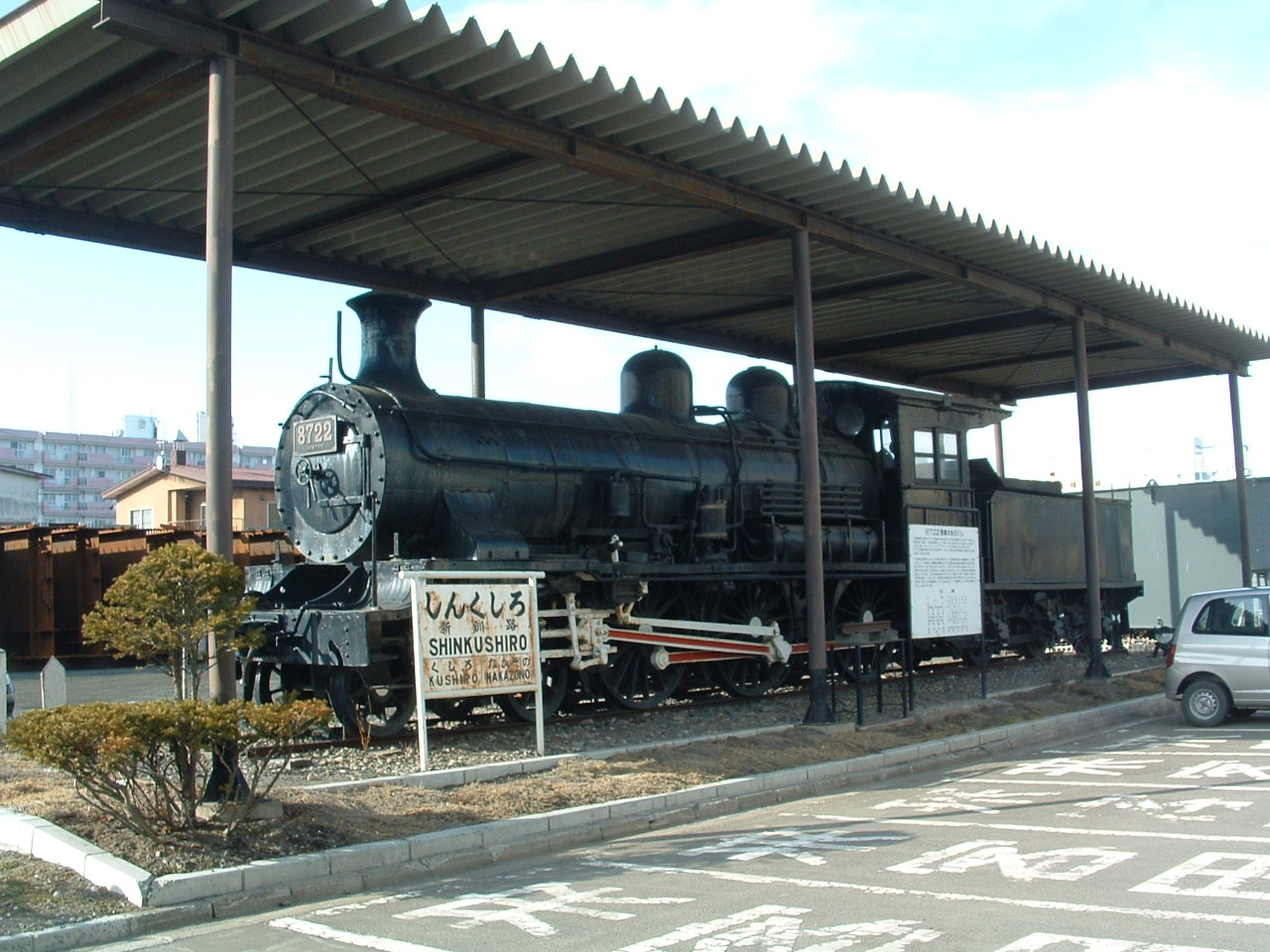
8700形8722号。雄別鉄道へ払い下げられて廃車後、釧路市・釧路製作所にて過熱式へ改造直後の姿へ復元の上で保存されている。8700形唯一の現存機。

8700形は、日本国有鉄道（国鉄）の前身である鉄道院が輸入した、幹線旅客列車牽引用のテンダー式蒸気機関車である。

## 概要
1911年にイギリスのノース・ブリティッシュ・ロコモティブ社クイーンズ・パーク工場(North British Co., Ltd. Queens Park Works：旧ダブス社グラスゴー工場(Dübs & Co. Glasgow Locomotive Works))で機関車本体のみ12両（製造番号19564 - 19575）が製造された。
プロイセン王国（当時）のベルリーナ製8800形、ボルジッヒ社製8850形、アメリカのアメリカン・ロコモティブ社製8900形と同様の経過で発注が行われたものである。
本形式は他形式のように過熱式ではなく従来どおりの飽和式で製造された。この仕様変更を見積もり提示時に知らされた外遊中の島安次郎は契約中止を指示したが、日英同盟の下でのイギリス大使を通じた外交圧力により、当初予定通り発注されることとなった。
機関車は1911年（明治44年）に来着し、8700形（8700 - 8711）と付番された。
輸入されたサンプル機4形式の中にあって唯一の飽和式ボイラー搭載であった本形式は、それゆえに輸入直後に実施された他の3形式との比較試験の際には押しなべて低い性能を記録し、逆説的に過熱式機関車の優位性が立証されることとなった。ただし、その一方で本形式の輸入機グループは各部の工作精度と動作の信頼性の面では最優秀と評価され、明治天皇の大喪列車や大正天皇のお召し列車を牽引している。
輸入機が来着した翌年に当たる1912年（明治45年）、これを模倣して国内メーカーで同形機を製作することになり、汽車製造に18両が発注された。
そもそも各メーカーに提示された当初の要求仕様の段階で過熱式機関車であることが明示されていたにもかかわらず、また前述のとおり過熱式ボイラーを搭載する他の3形式との比較試験において、飽和式ボイラーの限界が明確に示されていたにもかかわらず、本形式のデッドコピー機が汽車製造へ発注された背景には、同様にプロイセンから輸入された8850形のデッドコピー機12両を受注した川崎造船所が蒸気過熱器の特許使用権を購入していたのに対し、汽車製造ではその購入を躊躇していたため、川崎造船所だけに大量の発注をするわけにいかず、機関車発注実績の均衡化のためにやむを得ず飽和式機関車の発注に踏み切ったものと見られている。両数の差は、過熱式機関車と飽和式機関車の単価差や性能差などと推測される。発注に当たっては、「過熱機関車との比較のため」との理由が付けられたが、これは後付けのものであった。
これら日本製デッドコピー機18両（製造番号99 - 116）は1913年（大正2年）5月から11月にかけて落成し、輸入機に続いて8712 - 8729に付番された。これにより、本形式は30両が揃うこととなった。

## 構造
2缶胴式の狭火室ストレートボイラーを板台枠上に搭載する、典型的な英国植民地形機関車の一つである。
車軸配置は、当初仕様書に示されたとおりの4-6-0(2C)形であったが、ノース・ブリティッシュ社が特許使用権を購入するコストを嫌ったのか、本形式は従来どおりの飽和式で製造された。シリンダ直径は、仕様書より小さい445mmであったが、これは飽和蒸気を使用するため、これ以上シリンダ直径を大きくすることは、かえって不利であったためである。また、シリンダ内径などの工作仕上げ精度では他の3形式を上回る高精度を実現していた。しかし、この仕様は大きな力を必要とする発進時や勾配線区での使用には不利となった。軸距は、仕様書と比べて第2先輪と第1動輪の間で1ft、第1・第2動輪間で6in短縮している。
外観では、煙室は延長され、鋳物の煙突をシリンダ中心線上に備えた。蒸気ドームは第2缶胴上に取付け、安全弁は火室上にポップ式が取付けられている。歩み板は、前端梁から乙字形を描いてシリンダ上部に至り、そこからは一直線に運転台まで達して、運転台中央部から再び乙字形を描いて、炭水車台枠上面に達している。運転台の窓は大きく、鎧戸が備えられていた。
炭水車は国産で、アーチバー式の2軸ボギー台車を履いた4軸の3,256ガロン形が鷹取工場で新製された。
翌年国産された18両（8712 - 8729）については、東北本線で使用するため、炭水車は3軸固定式の2672ガロン形となり、全長が短縮された。これは、4輪ボギー式では東北線北部の50ft型転車台に乗らなかったためである。この炭水車は、本来6700形用に製造されたものであったため、同形式の一部は、本形式用の3,256ガロン型を付けていた。
前述のように、本形式は同時に輸入された形式群と性能の差が大きかったため、1921年（大正11年）から1924年（大正13年）にかけて、国産機を含む全車が浜松工場で過熱式に改造された。
主な改造内容は
- 188本の小煙管を3段22本の大煙管と79本の小煙管で置き換え
- 火室管板と煙室管板の新製交換
- シュミット式煙管過熱器の追加搭載
- シリンダブロック（他の同時期輸入2C機と共通の470mm径へ変更）とピストンロッド（尻棒付きへの変更）の新製交換
- 弁装置の変更に伴う各ロッドの取り付け位置・位相変更
- 煙突取り付け位置移設および形状の変更

などであり、この改造に伴い炭水消費量について共に1割から2割程度の節減が実現するなど、性能が大きく向上した。
外観上は、18900形用と類似形状の煙突が前方に突き出して設置され、煙室側面下部に蒸気管覆いが取付けられ、シリンダ上部の歩み板が若干高くなり、第2先輪上部で段差が付けられたのが目立つ。

### 主要諸元
/以降は、過熱式改造後の諸元を示す。
- 全長：18,177mm
- 全高：3,810mm
- 軌間：1,067mm

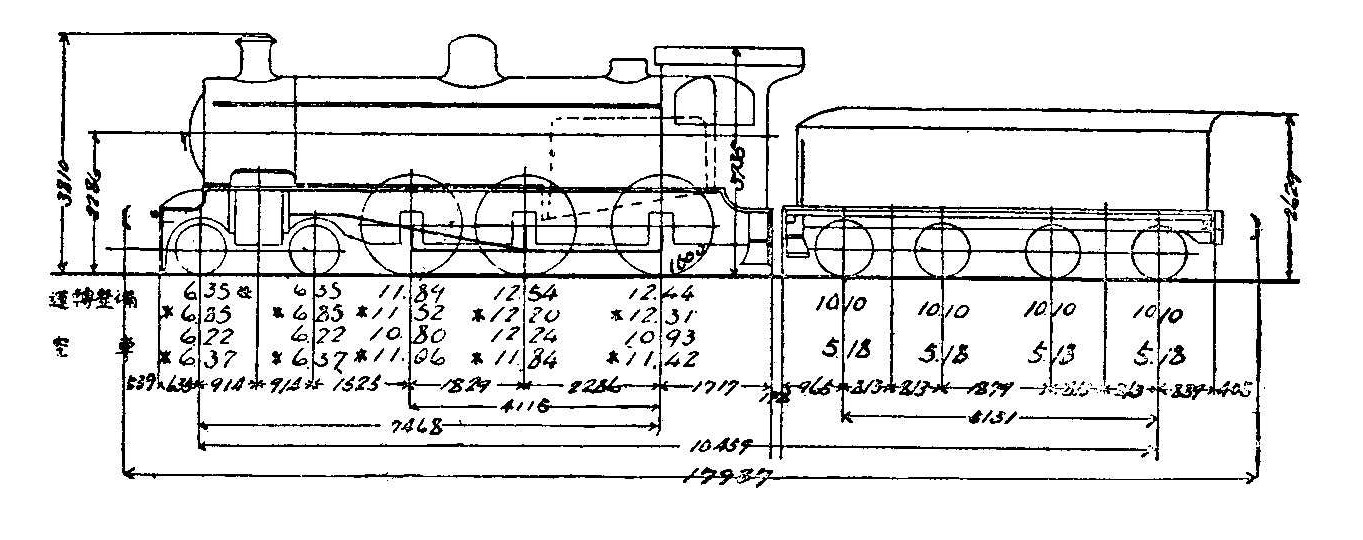
形式図（過熱式改造後）

- 車軸配置：4-6-0(2C) - テンホイラー
- 動輪直径：1,600mm(5ft3in)
- 弁装置：ワルシャート式
- シリンダー（直径×行程）：445mm×610mm / 470mm×610mm
- ボイラー圧力：12.7kg/cm2 / 12.7kg/cm2
- 火格子面積：1.86m2 / 1.86m2
- 全伝熱面積：132.6m2 / 134.2m2
  - 過熱伝熱面積： - /33.7m2
  - 全蒸発伝熱面積： - /100.5m2
    - 煙管蒸発伝熱面積：120.8m2 / 88.7m2
    - 火室蒸発伝熱面積：11.8m2 / 11.8m2
- ボイラー水容量：5.0m3 / 4.7m3
- 大煙管（直径×長サ×数）： / 133mm×4,115mm×22本
- 小煙管（直径×長サ×数）：50.8mm×4,038mm×188本 / 51mm×4,115mm×79本
- 機関車運転整備重量：50.08t / 49.59t
- 機関車空車重量：44.34t / 46.41t
- 機関車動輪上重量（運転整備時）：37.88t / 49.59t
- 機関車動輪軸重（第2動輪上）：13.23t / 12.54t
- 炭水車運転整備重量：40.28t / 40.40t
- 炭水車空車重量：20.72t / 20.72t
- 水タンク容量：15.99m3 / 15.99m2
- 燃料積載量：4.06t / 4.06t

## 経歴
来着した12両のうち、8700 - 8702は東部鉄道管理局に配属され東北本線で、8703 - 8711は中部鉄道管理局に配属され東海道本線で使用された。中部分のうち8711は1912年11月に東部へ転属し、東北線4両、東海道線8両となったが、1913年5月の機構改革により、東海道線浜松以東が東京鉄道管理局、以西が神戸鉄道管理局の管轄となり、当時名古屋に配置されていた8708, 8709以外の全車が東京鉄道管理局の配属となった。名古屋の2両も、同年10月に東京鉄道管理局へ転属となったため、この時点で国産機を含めた30両すべてが東京鉄道管理局の配属となっており、1915年11月の大正天皇の御大礼の折には、8703, 8705, 8707, 8710がお召列車を牽引している。
1915年（大正4年）6月の機構改革により、再び管理局界は旧に復したが、この時点で中部鉄道管理局には8703 - 8707・8710の6両、東部鉄道管理局には残りの24両が所属していた。この頃、8700 - 8702, 8711が仙台に配置されているのが実見されている。
その後、東京鉄道管理局には8703 - 8705の3両が東海道線、8700 - 8702, 8708, 8709, 8711 - 8717, 8723 - 8729の19両が東北線で、名古屋鉄道管理局には8706, 8707, 8710の3両、仙台鉄道管理局には8718 - 8722の5両の配属となっていた。東京鉄道管理局では主に宇都宮以南、名古屋鉄道管理局では浜松周辺の比較的平坦な区間で使用されていた。東京鉄道管理局では、横須賀線でも使用するようになり、8704はお召列車用として整備され、歩み板に手すりを取付けていた。
前述のように1921年から1924年にかけて全車が過熱式に改造されたが、鉄道局（1918年、鉄道管理局を改称）別の配属数は1930年（昭和5年）まで変わらず、東京鉄道局のものは、常磐線、成田線、両毛線、水戸線にも入るようになっており、1931年（昭和6年）3月末時点で、平に15両、小山に4両、桐生に3両であった。名古屋鉄道局の3両は仙台鉄道局に転用され、8両が秋田の配属となっている。
1934年（昭和9年）、水郡線の全通にともない、8700 - 8702, 8704, 8708, 8712, 8714, 8717, 8723, 8725, 8726, 8728, 8729の13両が常陸大子の配置となり、残りの9両は平で入換専用となった。仙台鉄道局の8両は札幌鉄道局に移って、8706, 8707, 8710, 8718の4両が帯広の配置となり士幌線、広尾線で、8719 - 8722の4両は倶知安の配置となり岩内線、京極線で混合列車の牽引に使用されている。
1940年（昭和15年）には、水郡線にも8620形が入るようになり、8703 - 8705, 8708, 8709, 8713 - 8717, 8723, 8729の12両が札幌鉄道局に転用され、以前からの8両とともに旭川、滝川、室蘭（鷲別）で入換え専用となった。1947年時点では、8707, 8709, 8713, 8715, 8717 - 8720, 8723の9両が鷲別、8704, 8705, 8708, 8714の4両が旭川、8703, 8706, 8710, 8716, 8721, 8722, 8729の7両が滝川、8700 - 8702, 8711, 8712, 8724 - 8728の10両は平で、いずれも入換専用であった。
廃車は1948年（昭和23年）から始まり、1951年（昭和26年）の8711, 8728を最後に終了した。本形式の払下げについては、次節のとおりである。

## 譲渡・保存
1950年（昭和25年）1月に廃車された8721と8722が、1952年（昭和27年）と1953年（昭和28年）にそれぞれ雄別炭礦鉄道と北海道拓殖鉄道に払下げられている。8722は1957年（昭和32年）に雄別炭礦鉄道に再譲渡され、除煙板を追加するなどの改造を行って使用された。8722は1966年（昭和41年）に、8721は1970年（昭和45年）に廃車となったが、8722は釧路市内の株式会社釧路製作所本社工場に過熱式へ改造直後の姿に復元の上、現存唯一の8700形、テンホイラー機として静態保存されている。8722を除き、それ以外は用途廃止後、すべて解体廃棄された。